# Denise Ouabangui
Denise Ouabangui (* 8. Juni 1968) ist eine ehemalige zentralafrikanische Sprinterin, die sich auf den 400-Meter-Lauf spezialisiert hatte.

## Karriere
Ouabangui trat bei den Olympischen Sommerspielen 1996 in Barcelona an. Im Wettlauf über 400 m schied sie in den Vorläufen aus.
Ouabangui gewann eine Goldmedaille in den 400 m bei den Central African Athletics Championships 1995. Sie hat an den Sprint-Wettläufen von den 100 m bis zu den 400 m bei den Weltmeisterschaften 1987 in Rom, 1991 in Tokio und 1993 in Stuttgart, sowie der Sommer-Universiade 1995 in Fukuoka teilgenommen.
Ihr Sohn ist Arnaud Bingo, ein französischer Handballprofi. Arnaud konnte dem Laufen um des Laufens wille nichts abgewinnen; so entschied er sich dagegen das Erbe seiner Mutter anzutreten.